# Berlin Bohème
Berlin Bohème est une série télévisée allemande en 53 épisodes de 25 minutes diffusée entre 2000 et 2006. Elle dépeint la vie de bohème d'artistes qui sont pour la plupart gays ou lesbiens.

## Distribution
- Tima die Göttliche : Clou Claudio Huber
- Christian Kaufmann : Ruben Solmeyer
- Volker Waldschmidt (de) : Achim Meier
- Rainer Hillebrecht (de) : Holger Prehm
- Sonya Martin : Marina (dès la saison 2)
- Marcus Lachmann : Edgar (dès la saison 2)
- Hannah B. Rubinroth : Liliane (dès la saison 2)
- Alexander Haugg (de) : Oliver (dès la saison 2)
- Thomas Goersch (de) : Gregor (dès la saison 2)
- Ovo Maltine : Lapsus (saison 2)